# Paso Primero de Mayo
Der Paso Primero de Mayo (spanisch) ist eine schmale Meerenge im Archipel der Südlichen Orkneyinseln. In der Gruppe der Bruce-Inseln führt sie zwischen dem Nigg Rock im Süden und Eillium Island im Norden von der Washington Strait im Westen zur Jessie Bay von Laurie Island im Osten.
Argentinische Wissenschaftler benannten den Wasserweg nach dem argentinischen Forschungsschiff Primero de Mayo (deutsch Erster Mai), das am 5. Februar 1944 vor der argentinischen Küste gesunken war.